# 歌連臣角
歌連臣角（英語：Cape Collinson，又稱哥連臣角、黑角頭）是香港港島東部的一個地方，位於柴灣及小西灣以東南，大浪灣以北的地方。「黑角頭」多指原來的海角；「歌連臣角」則泛指這一帶地區，包括海角和歌連臣角道沿線。

## 歷史
歌連臣角又稱黑角頭，是得名於香港開埠初期1843-1845年期間負責測繪的皇家工程兵團哥連臣中尉 (1821-1902)。歌連臣角道以多墳場而著名。

### 二戰前
現有最早報章記錄歌連臣角／黑角頭是1881年7月19日，《德臣西報》提及有兩名華人被控在歌連臣角偷鴉片，引來清海關的船艇進入香港領海，但該等船艇並不獲執法機關追究。
帆船永發號可載250擔（即約15000公斤）。1886年10月23日晚上，載有130擔紅樹皮及八名船員永發號開往Chung Chow-fu（或為瓊州府），25日凌晨3時在黑角頭對開海面被一海盜船所劫。生還者是海員陳亞雷（Chan Alui）。他憶述24日晚9點，船駛近鯉魚門海峽，在黑角頭燈塔對開海面後約三小時忽然遭一船開火。海盜船開數炮後扔了幾個夜香桶上船。7名船員藏在船底的貨倉，一人藏在甲板最前端，海盜登船發現只有樹皮，什麼也沒拿走。甲板那名船員待海盜離去後回貨倉發現5人被擲下的夜香壺所殺，餘下兩人嚴重燒傷。帆船日間漂到了油麻地，下午約5點抵岸，然後由油麻地港口的潮州人接管永發號，帶該船往香港並與船長兒子在25日晚報警。傷者皆送院，最後7人僅得1人生還但傷勢復原不佳，第6名倉內船員在26日凌晨12點半到院，凌晨4點半逝世，他左、前臂及臉頰燒傷。
1905年8月3日晨，入港的蒸汽船Thyra號在黑角頭對開海面撞沉了船塢公司4號汽艇，汽艇後被拖走但嚴重損毀，幸而船員能轉移到舢舨上，不致人命傷亡。

### 成為墳場用地
隨著中港邊境封閉，港人開始難以回鄉掃墓，原有市政局用地很快葬滿，墓葬用地供不應求之況日熾。1956年曾由市政局遴選委員會核准哥連臣角私營墳場，再於1957年8月確認。1957年港府不斷派人到山上勘探後，1958年4月，市政局決定在歌連臣角設新墳場並設火葬場。1958年5月市政局開會，由全體16名非官守議員贊成、全體官守議員不投票下通過開闢適合各宗教的新永遠墳場，議案因西人之墓收費廿元但華人地達千元之高，強調要取價合理，場地由政府管理。當時亦有市政局議員提出華人火化不合傳統，但最終仍設火葬場。
1959年11月，港府刊憲把歌連臣角52英畝（21公頃）列為墳場用途，其中包括26.5英畝供天主教用段、5英畝供穆斯林用段，以及20.5英畝為華人永遠用段。

## 地理位置
因為黑角頭燈塔對開的海水清澈，所以成為釣魚勝地。不過由於並沒有正式的道路前往燈塔，沿途都是懸崖峭壁，所以行人須加倍小心。
連接歌連臣角和大潭峽的歌連臣角道大致可反映出柴灣及小西灣填海前的海岸線。現在的「歌連臣角」多指歌連臣角道沿途，由峰華邨延伸至小西灣的墳場一帶。

## 著名地點

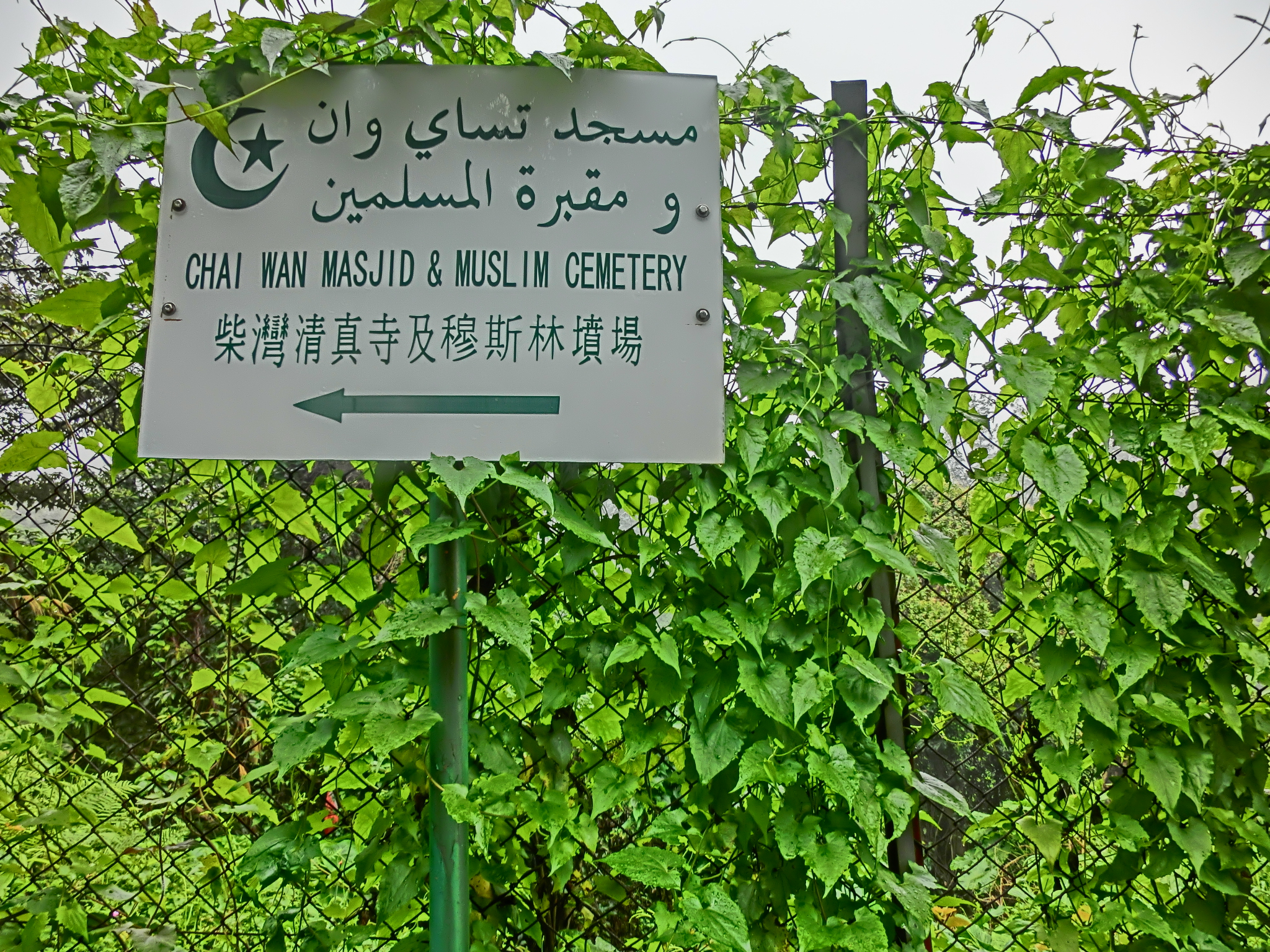
歌連臣角回教墳場

- 黑角頭燈塔
- 歌連臣角火葬場
- 歌連臣角懲教所
- 哥連臣角新廈靈灰安置所
- 柴灣華人永遠墳場
- 歌連臣角回教墳場及清真寺
- 香港佛教墳場
- 柴灣歌連臣角天主教聖十字架墳場
- 西灣國殤紀念墳場
- 歌連臣角軍人墳場
- 柴灣水陸橋
- 黑角頭石刻
- 歌連臣角炮台

## 交通

### 主要道路
- 歌連臣角道

### 公共運輸
- 專線小巴：
  - 18M - 港鐵柴灣站 ↔ 歌連臣角（懲教所）
- 巴士：
  - 9 - 筲箕灣站 ↔ 石澳 （途經石澳道近歌連臣角道交界處的中途站）
  - 388 - 柴灣站 ↔ 歌連臣角 （只在清明節及重陽節期間行走）
  - 389 - 筲箕灣站 ↔ 歌連臣角 （只在清明節及重陽節期間行走）

## 註腳

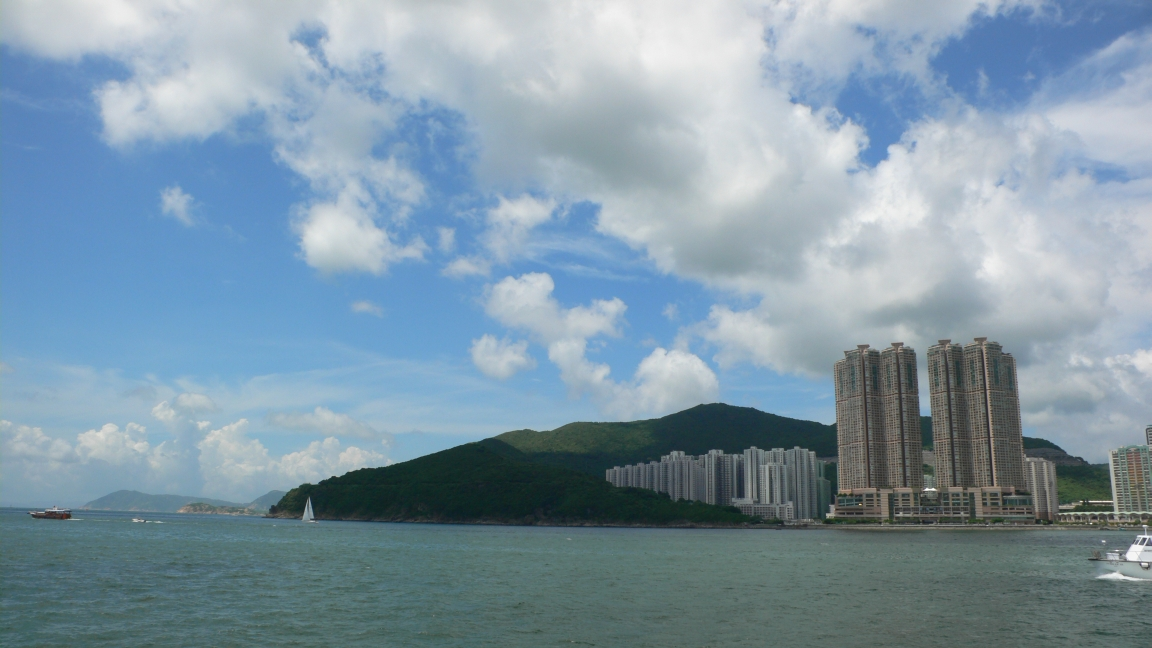
歌連臣角至小西灣一帶（相中的白色帆船約為歌連臣角所在）

1. ↑  We cannot help expressing our approval in the strongest manner of the language used by His Honour the Acting Chief Justice suring the trial yesterday of the two Chinamen charged with an opium robbery at Cape Collinson..., The China Mail, 19 July 1881, p.2.
2. 1 2  Piracy Off Cape Collison, Six Men Murdered, The China Mail, 27 October 1886, p.2.
3. ↑  COLLISION OFF CAPE COLLINSON., The China Mail, 4 August 1905, p.5.
4. 1 2  哥連臣角開闢取價合理之新永遠墳場，《華僑日報》頁五，1958年05月07日
5. ↑  各處墓地有墳滿之患　西灣擬開闢新墳場　當局曾往歌連臣角山畔測勘，《大公報》頁四，1958年04月05日
6. ↑  New Cemetery At Cape Collinson., The China Mail, 20 November 1959, p.10.
7. ↑  .   [2007-07-20]. （原始内容存档于2007-09-09）.

## 外部連結
- 哥連臣角巴士線演義

22°15′04″N 114°15′14″E / 22.25105°N 114.253864°E